# Hodakî, Șumsk
Hodakî (în ucraineană Ходаки) este un sat în comuna Suraj din raionul Șumsk, regiunea Ternopil, Ucraina.

## Demografie
Componența lingvistică a localității Hodakî
     Ucraineană (99,55%)
     Alte limbi (0,45%)
Conform recensământului din 2001, majoritatea populației localității Hodakî era vorbitoare de ucraineană (99,55%), existând în minoritate și vorbitori de alte limbi.